# Klubi Sportiv Skënderbeu 2015-2016

## Rosa
| N. |                     | Ruolo | Calciatore                  |
| -- | ------------------- | ----- | --------------------------- |
| 1  | Albania (bandiera)  | P     | Orges Shehi (vice-capitano) |
| 3  | Albania (bandiera)  | D     | Renato Arapi                |
| 4  | Albania (bandiera)  | D     | Bruno Lulaj                 |
| 5  | Kosovo (bandiera)   | D     | Bajram Jashanica            |
| 6  | Albania (bandiera)  | C     | Bekim Dema                  |
| 7  | Albania (bandiera)  | C     | Gerhard Progni              |
| 8  | Mali (bandiera)     | C     | Bakary Nimaga               |
| 9  | Brasile (bandiera)  | A     | Mateus Lima                 |
| 9  | Albania (bandiera)  | A     | Sebino Plaku                |
| 10 | Albania (bandiera)  | C     | Bledi Shkëmbi (capitano)    |
| 11 | Kosovo (bandiera)   | C     | Leonit Abazi                |
| 12 | Albania (bandiera)  | P     | Erion Llapanji              |
| 14 | Albania (bandiera)  | A     | Hamdi Salihi                |
| 17 | Bulgaria (bandiera) | A     | Vencislav Hristov           |
| 19 | Albania (bandiera)  | D     | Tefik Osmani                |
| 20 | Brasile (bandiera)  | D     | Ademir                      |
| 21 | Albania (bandiera)  | A     | Arbër Abilaliaj             |
| 22 | Paraguay (bandiera) | A     | Ángel Orué                  |
| 23 | Kosovo (bandiera)   | C     | Bernard Berisha             |

| N. |                               | Ruolo | Calciatore       |
| -- | ----------------------------- | ----- | ---------------- |
| 23 | Macedonia del Nord (bandiera) | A     | Valmir Nafiu     |
| 25 | Kosovo (bandiera)             | C     | Bujar Shabani    |
| 27 | Albania (bandiera)            | C     | Liridon Latifi   |
| 30 | Brasile (bandiera)            | C     | Esquerdinha      |
| 32 | Albania (bandiera)            | D     | Kristi Vangjeli  |
| 33 | Croazia (bandiera)            | D     | Marko Radaš      |
| 34 | Brasile (bandiera)            | A     | Renatinho        |
| 78 | Nigeria (bandiera)            | A     | Segun Adeniyi    |
| 80 | Nigeria (bandiera)            | C     | Nurudeen Orelesi |
| 88 | Albania (bandiera)            | C     | Sabien Lilaj     |
| 93 | Kosovo (bandiera)             | P     | Denis Troshupa   |
| 99 | Nigeria (bandiera)            | A     | Peter Olayinka   |
|    | Kosovo (bandiera)             | C     | Florent Qorraj   |
|    | Brasile (bandiera)            | C     | Romulo Cabral    |
|    | Nigeria (bandiera)            | C     | Ovbokha Agboyi   |
|    | Albania (bandiera)            | C     | Kristi Kote      |
|    | Kosovo (bandiera)             | C     | Valdrin Rashica  |
|    | Albania (bandiera)            | A     | Mario Kame       |

## Risultati

### Kategoria Superiore

#### Girone di andata
| Kukës 25 agosto 2015, ore 16:00 CEST 1ª giornata | Kukësi | 0 – 0 (0 - 0) | Luftëtari | Zeqir Ymeri Stadium (2.500 spett.)\| Arbitro: \| Jorgji \| |
| Arbitro:                                         | Jorgji |               |           |                                                            |

| Kukës 1º settembre 2012, ore 17:00 CEST 2ª giornata | Kukësi | 0 – 0 (0 - 0) | Vllaznia | Zeqir Ymeri Stadium (Partita senza pubblico spett.)\| Arbitro: \| Jemini \| |
| Arbitro:                                            | Jemini |               |          |                                                                             |

| Fier 15 settembre 2012, ore 16:00 CEST 3ª giornata | Apolonia Fier | 0 – 0 (0 - 0) | Kukësi | Stadiumi Loni Papuçiu (1.000 spett.)\| Arbitro: \| Sokoli \| |
| Arbitro:                                           | Sokoli        |               |        |                                                              |

| Arbitro: | Pashaj |

|             |           |  |
| Popović 49’ | Marcatori |  |

#### Girone di ritorno
| Arbitro: | Jemini |

|          |           |                                   |
| Çaço 41’ | Marcatori | 37’ Alikaj 43’ Malota 53’ Popović |

### Kupa e Shqipërisë
| Arbitro: | ? |

|            |           |  |
| Alikaj 57’ | Marcatori |  |

### UEFA Champions League

#### Secondo turno preliminare
| Arbitro: | Harkam |

|                                        |           |           |
| Nimaga 15’ Salihi 34’, 83’ Berisha 76’ | Marcatori | 48’ Owens |

| Arbitro: | Nikolaidis |

|                                         |           |                        |
| O'Flynn 50’ Snoddy 90+2’ Mitchell 90+3’ | Marcatori | 69’ Berisha 77’ Latifi |

#### Terzo turno preliminare
| Arbitro: | Göcek |

|  |           |                 |
|  | Marcatori | 49’, 73’ Salihi |

| Arbitro: | Artur Soares Dias |

|                       |           |  |
| Salihi 16’ Progni 55’ | Marcatori |  |

#### Play-Off Champions League
| Coriza 19 agosto 2015, ore 20:45 CET Gara di andata | Skënderbeu | – | Dinamo Zagabria | Stadiumi Skënderbeu (? spett.)\| Arbitro: \| ? \| |
| Arbitro:                                            | ?          |   |                 |                                                   |

| Zagabria 26 agosto 2015, ore 20:45 CET Gara di ritorno | Dinamo Zagabria | – | Skënderbeu | Stadio Maksimir (? spett.)\| Arbitro: \| ? \| |
| Arbitro:                                               | ?               |   |            |                                               |